# .md
.md là tên miền quốc gia cấp cao nhất (ccTLD) của Moldova.
.md đã được quảng bá để làm tên miền cho các cộng đồng y tế, và những người quảng bá cho rằng chỉ có một tên miền như vậy. Nhiều bác sĩ và nhóm y tế, hiệp hội y tế, nhóm bệnh nhân, công ty chăm sóc sức khỏe và học viện y tế độc lập sử dụng tên miền .md cho trang Web của họ.
MaxMD là nhà cung cấp chính thức của tên miền .md..mdEmail, (điều hành bởi MaxMD) là một hệ thống liên lạc điện tử an toàn cho phép người dùng dùng được HIPAA. Nó đã thêm các xác nhận của bác sĩ vào danh sách. Hệ thống xác nhận này sử dụng số DEA để xác nhận một bác sĩ được chứng nhận hành nghề hay chưa. Nếu một bác sĩ được chứng nhận, MaxMD sẽ cho họ quyền sử dụng biểu trưng trên trang của họ. Biểu trưng này sau đó sẽ được nhúng vào mã (tương tự như biểu trưng Verisign), cho phép người xem biết được người chủ trang là bác sĩ đã chứng nhận.